# Birkózás az 1928. évi nyári olimpiai játékokon
A birkózás az 1928. évi nyári olimpiai játékokon tizenhárom versenyszámból állt. Kötöttfogásban hat, szabadfogásban hét súlycsoportban avattak olimpiai bajnokot.

## Éremtáblázat
(Magyarország eltérő háttérszínnel, az egyes számoszlopok legmagasabb értéke, vagy értékei vastagítással kiemelve.)
| Az 1928. évi nyári olimpiai játékok éremtáblázata birkózásban | Az 1928. évi nyári olimpiai játékok éremtáblázata birkózásban | Az 1928. évi nyári olimpiai játékok éremtáblázata birkózásban | Az 1928. évi nyári olimpiai játékok éremtáblázata birkózásban | Az 1928. évi nyári olimpiai játékok éremtáblázata birkózásban | Olimpia  |
| ------------------------------------------------------------- | ------------------------------------------------------------- | ------------------------------------------------------------- | ------------------------------------------------------------- | ------------------------------------------------------------- | -------- |
|                                                               | Ország                                                        | Arany                                                         | Ezüst                                                         | Bronz                                                         | Összesen |
| 1.                                                            | Finnország (FIN)                                              | 3                                                             | 3                                                             | 3                                                             | 9        |
| 2.                                                            | Svédország (SWE)                                              | 3                                                             | 1                                                             | 0                                                             | 4        |
| 3.                                                            | Észtország (EST)                                              | 2                                                             | 0                                                             | 1                                                             | 3        |
| 4.                                                            | Németország (GER)                                             | 1                                                             | 2                                                             | 1                                                             | 4        |
| 5.                                                            | Svájc (SUI)                                                   | 1                                                             | 1                                                             | 1                                                             | 3        |
| 6.                                                            | Egyesült Államok (USA)                                        | 1                                                             | 1                                                             | 0                                                             | 2        |
| 6.                                                            | Magyarország (HUN)                                            | 1                                                             | 1                                                             | 0                                                             | 2        |
| 8.                                                            | Egyiptom (EGY)                                                | 1                                                             | 0                                                             | 0                                                             | 1        |
|                                                               |                                                               |                                                               |                                                               |                                                               |          |
| 9.                                                            | Franciaország (FRA)                                           | 0                                                             | 1                                                             | 2                                                             | 3        |
| 9.                                                            | Kanada (CAN)                                                  | 0                                                             | 1                                                             | 2                                                             | 3        |
| 11.                                                           | Belgium (BEL)                                                 | 0                                                             | 1                                                             | 0                                                             | 1        |
| 11.                                                           | Csehszlovákia (TCH)                                           | 0                                                             | 1                                                             | 0                                                             | 1        |
|                                                               |                                                               |                                                               |                                                               |                                                               |          |
| 13.                                                           | Olaszország (ITA)                                             | 0                                                             | 0                                                             | 2                                                             | 2        |
| 14.                                                           | Nagy-Britannia (GBR)                                          | 0                                                             | 0                                                             | 1                                                             | 1        |
|                                                               |                                                               |                                                               |                                                               |                                                               |          |
| Összesen                                                      | Összesen                                                      | 13                                                            | 13                                                            | 13                                                            | 39       |

## Szabadfogású birkózás

### Éremtáblázat
| Az 1928. évi nyári olimpiai játékok éremtáblázata szabadfogású birkózásban | Az 1928. évi nyári olimpiai játékok éremtáblázata szabadfogású birkózásban | Az 1928. évi nyári olimpiai játékok éremtáblázata szabadfogású birkózásban | Az 1928. évi nyári olimpiai játékok éremtáblázata szabadfogású birkózásban | Az 1928. évi nyári olimpiai játékok éremtáblázata szabadfogású birkózásban | Olimpia  |
| -------------------------------------------------------------------------- | -------------------------------------------------------------------------- | -------------------------------------------------------------------------- | -------------------------------------------------------------------------- | -------------------------------------------------------------------------- | -------- |
|                                                                            | Ország                                                                     | Arany                                                                      | Ezüst                                                                      | Bronz                                                                      | Összesen |
| 1.                                                                         | Finnország (FIN)                                                           | 2                                                                          | 2                                                                          | 1                                                                          | 5        |
| 2.                                                                         | Svédország (SWE)                                                           | 2                                                                          | 0                                                                          | 0                                                                          | 2        |
| 3.                                                                         | Svájc (SUI)                                                                | 1                                                                          | 1                                                                          | 1                                                                          | 3        |
| 4.                                                                         | Egyesült Államok (USA)                                                     | 1                                                                          | 1                                                                          | 0                                                                          | 2        |
| 5.                                                                         | Észtország (EST)                                                           | 1                                                                          | 0                                                                          | 0                                                                          | 1        |
| 6.                                                                         | Franciaország (FRA)                                                        | 0                                                                          | 1                                                                          | 2                                                                          | 3        |
| 6.                                                                         | Kanada (CAN)                                                               | 0                                                                          | 1                                                                          | 2                                                                          | 3        |
| 8.                                                                         | Belgium (BEL)                                                              | 0                                                                          | 1                                                                          | 0                                                                          | 1        |
| 9.                                                                         | Nagy-Britannia (GBR)                                                       | 0                                                                          | 0                                                                          | 1                                                                          | 1        |
|                                                                            |                                                                            |                                                                            |                                                                            |                                                                            |          |
| Összesen                                                                   | Összesen                                                                   | 7                                                                          | 7                                                                          | 7                                                                          | 21       |

### Érmesek
| Az 1928. évi nyári olimpiai játékok érmesei szabadfogású birkózásban |                                         |                                         |                                     |
| Versenyszám                                                          | Arany                                   | Ezüst                                   | Bronz                               |
| légsúly (56 kg-ig)                                                   | Kaarlo Mäkinen · Finnország (FIN)       | Edmond Spapen · Belgium (BEL)           | James Trifunov · Kanada (CAN)       |
| pehelysúly (61 kg-ig)                                                | Allie Morrison · Egyesült Államok (USA) | Kustaa Pihlajamäki · Finnország (FIN)   | Hans Minder · Svájc (SUI)           |
| könnyűsúly (66 kg-ig)                                                | Osvald Käpp · Észtország (EST)          | Charles Pacôme · Franciaország (FRA)    | Eino Leino · Finnország (FIN)       |
| kisközépsúly (72 kg-ig)                                              | Arvo Haavisto · Finnország (FIN)        | Lloyd Appleton · Egyesült Államok (USA) | Maurice Letchford · Kanada (CAN)    |
| nagyközépsúly (79 kg-ig)                                             | Ernst Kyburz · Svájc (SUI)              | Donald Stockton · Kanada (CAN)          | Samuel Rabin · Nagy-Britannia (GBR) |
| kisnehézsúly (87 kg-ig)                                              | Thure Sjöstedt · Svédország (SWE)       | Arnold Bögli · Svájc (SUI)              | Henri Lefèbre · Franciaország (FRA) |
| nehézsúly (87 kg-tól)                                                | Johan Richthoff · Svédország (SWE)      | Aukusti Sihvola · Finnország (FIN)      | Edmond Dame · Franciaország (FRA)   |

## Kötöttfogású birkózás

### Éremtáblázat
| Az 1928. évi nyári olimpiai játékok éremtáblázata kötöttfogású birkózásban | Az 1928. évi nyári olimpiai játékok éremtáblázata kötöttfogású birkózásban | Az 1928. évi nyári olimpiai játékok éremtáblázata kötöttfogású birkózásban | Az 1928. évi nyári olimpiai játékok éremtáblázata kötöttfogású birkózásban | Az 1928. évi nyári olimpiai játékok éremtáblázata kötöttfogású birkózásban | Olimpia  |
| -------------------------------------------------------------------------- | -------------------------------------------------------------------------- | -------------------------------------------------------------------------- | -------------------------------------------------------------------------- | -------------------------------------------------------------------------- | -------- |
|                                                                            | Ország                                                                     | Arany                                                                      | Ezüst                                                                      | Bronz                                                                      | Összesen |
| 1.                                                                         | Németország (GER)                                                          | 1                                                                          | 2                                                                          | 1                                                                          | 4        |
| 2.                                                                         | Finnország (FIN)                                                           | 1                                                                          | 1                                                                          | 2                                                                          | 4        |
| 3.                                                                         | Magyarország (HUN)                                                         | 1                                                                          | 1                                                                          | 0                                                                          | 2        |
| 3.                                                                         | Svédország (SWE)                                                           | 1                                                                          | 1                                                                          | 0                                                                          | 2        |
| 5.                                                                         | Észtország (EST)                                                           | 1                                                                          | 0                                                                          | 1                                                                          | 2        |
| 6.                                                                         | Egyiptom (EGY)                                                             | 1                                                                          | 0                                                                          | 0                                                                          | 1        |
| 7.                                                                         | Csehszlovákia (TCH)                                                        | 0                                                                          | 1                                                                          | 0                                                                          | 1        |
| 8.                                                                         | Olaszország (ITA)                                                          | 0                                                                          | 0                                                                          | 2                                                                          | 2        |
|                                                                            |                                                                            |                                                                            |                                                                            |                                                                            |          |
| Összesen                                                                   | Összesen                                                                   | 6                                                                          | 6                                                                          | 6                                                                          | 18       |

### Érmesek
| Az 1928. évi nyári olimpiai játékok érmesei kötöttfogású birkózásban |                                      |                                      |                                      |
| Versenyszám                                                          | Arany                                | Ezüst                                | Bronz                                |
| légsúly (58 kg-ig)                                                   | Kurt Leucht · Németország (GER)      | Jindrich Maudr · Csehszlovákia (TCH) | Giovanni Gozzi · Olaszország (ITA)   |
| pehelysúly (62 kg-ig)                                                | Voldemar Väli · Észtország (EST)     | Erki Malmberg · Svédország (SWE)     | Gerolamo Quaglia · Olaszország (ITA) |
| könnyűsúly (67,5 kg-ig)                                              | Keresztes Lajos · Magyarország (HUN) | Eduard Sperling · Németország (GER)  | Edvard Westerlund · Finnország (FIN) |
| kisközépsúly (75 kg-ig)                                              | Väinö Kokkinen · Finnország (FIN)    | Papp László · Magyarország (HUN)     | Albert Kusnets · Észtország (EST)    |
| nagyközépsúly (82,5 kg-ig)                                           | Ibrahim Moustafa · Egyiptom (EGY)    | Adolf Rieger · Németország (GER)     | Onni Pellinen · Finnország (FIN)     |
| nehézsúly (82,5 kg-tól)                                              | Rudolf Svensson · Svédország (SWE)   | Hjalmar Nyström · Finnország (FIN)   | Georg Gehring · Németország (GER)    |

## Magyar részvétel
Az olimpián hat birkózó képviselte Magyarországot. Mindegyikük a kötöttfogású birkózás egy-egy súlycsoportjában indult és mindegyikük az első hat között végzett. A magyar birkózók összesen
- egy első,
- egy második,
- egy negyedik,
- egy ötödik és
- két hatodik

helyezést értek el, és ezzel tizenkilenc olimpiai pontot szereztek.
A kötöttfogású birkózás egyes súlycsoportjaiban a következő magyar birkózók indultak (zárójelben az elért helyezés):
- légsúly: Zombori Ödön (5.)
- pehelysúly: Kárpáti Károly (4.)
- könnyűsúly: Keresztes Lajos (1.)
- kisközépsúly: Papp László (2.)
- nagyközépsúly: Szalay Imre (6.)
- nehézsúly: Badó Rajmund (6.)